# Thesea alternata
Thesea alternata är en korallart som beskrevs av Nutting 1910. Thesea alternata ingår i släktet Thesea och familjen Plexauridae. Inga underarter finns listade i Catalogue of Life.